# Радуч (Ловинаць)
44°23′ пн. ш. 15°35′ сх. д. / 44.39° пн. ш. 15.58° сх. д.
Радуч (хорв. Raduč) — населений пункт у Хорватії, в Лицько-Сенській жупанії у складі громади Ловинаць.

## Населення
Населення за даними перепису 2011 року становило 12 осіб.
Динаміка чисельності населення поселення:

## Клімат
Середня річна температура становить 8,88 °C, середня максимальна – 22,90 °C, а середня мінімальна – -7,03 °C. Середня річна кількість опадів – 1156 мм.
| Клімат поселення                              | Клімат поселення | Клімат поселення | Клімат поселення | Клімат поселення | Клімат поселення | Клімат поселення | Клімат поселення | Клімат поселення | Клімат поселення | Клімат поселення | Клімат поселення | Клімат поселення | Клімат поселення |
| Показник                                      | Січ.             | Лют.             | Бер.             | Квіт.            | Трав.            | Черв.            | Лип.             | Серп.            | Вер.             | Жовт.            | Лист.            | Груд.            |                  |
| Середній максимум, °C                         | 6,04             | 7,38             | 10,77            | 14,86            | 19,43            | 22,63            | 22,90            | 22,60            | 18,66            | 14,46            | 9,18             | 5,22             |                  |
| Середня температура, °C                       | −0,5             | 0,83             | 4,24             | 8,32             | 12,88            | 16,11            | 18,17            | 17,87            | 13,91            | 9,71             | 4,44             | 0,49             |                  |
| Середній мінімум, °C                          | −7,03            | −5,69            | −2,3             | 1,79             | 6,37             | 9,58             | 13,44            | 13,14            | 9,18             | 4,99             | −0,3             | −4,26            |                  |
| Норма опадів, мм                              | 88               | 86               | 88               | 94               | 85               | 80               | 54               | 71               | 116              | 128              | 148              | 118              |                  |
| Середньомісячна швидкість вітру, м/с          | 2.66             | 2.77             | 2.89             | 2.79             | 2.53             | 2.30             | 2.28             | 2.19             | 2.38             | 2.56             | 2.90             | 2.94             |                  |
| Середньомісячна сонячна радіація, кДж/м²·день | 4752             | 7415             | 10917            | 15487            | 19431            | 21726            | 23430            | 20240            | 14926            | 9564             | 5058             | 3941             |                  |
| --------------------------------------------- | ---------------- | ---------------- | ---------------- | ---------------- | ---------------- | ---------------- | ---------------- | ---------------- | ---------------- | ---------------- | ---------------- | ---------------- | ---------------- |
| Джерело:                                      |                  |                  |                  |                  |                  |                  |                  |                  |                  |                  |                  |                  |                  |